# 怪奇ロマン劇場
『怪奇ロマン劇場』（かいきロマンげきじょう）は、1969年7月5日から同年12月27日までNET（現：テレビ朝日）系で毎週土曜日22：30 - 23：26に放送された、怪談、恐怖話、ホラー話を扱ったテレビドラマ。全24話。

## 概要
古今の怪談、恐怖の物語を集めて製作したテレビドラマ。本番組中では現代劇と時代劇の両方が製作され、時代劇は有名な古典や原作付きの作品、現代劇はオリジナル作品が多かった。現代劇作品は東映テレビプロ、時代劇作品は東映太秦映像により製作された。
この番組においては、幽霊になる役には美形の女優を多く起用し、「幽霊が美しいこと」が特色と紹介されている。
- 本作品は東映チャンネルなどで、これまで第1話も放映されなかったためフィルムの現存状況は不明であったが、2022年に東映チャンネルで第12話「八つ墓村」（主演・田村正和）が放映されている。
- ソフト化に関しては第4話「美しき亡霊」のオープニングとエンディング映像がVHS・LD・DVD化されている。

- 全話分のDVD・ブルーレイは未発売である。

## スタッフ
- プロデューサー：武田知也、井上雅央
- 音楽：山下毅雄
- 制作：東映、NETテレビ（現：テレビ朝日）

## 放映リスト
| 回 | 放送日        | タイトル           | 脚本              | 監督       | 出演者（役名） | 備考                    |
| -- | ------------- | ------------------ | ----------------- | ---------- | --- | ----------------------- |
| 1  | 1969年 7月5日 | 生きている小平次   | 野波静雄          | 原田隆司   | 入川保則（小平次）、小池朝雄（多九郎）、桜町弘子（おちか）                                                                                         | 原作：鈴木泉三郎        |
| 2  | 7月12日       | まぼろしの女       | 押川國秋          | 渡辺成男   | 稲垣美穂子（伊津子）、金内吉男（大浦孝之介）、弓恵子（環）、北竜二、浦辺粂子、近江俊輔、宮川洋一                                                   |                         |
| 3  | 7月19日       | ゆきおんな         | 八尋不二          | 中島貞夫   | 村松英子（雪女）、夏八木勲（与作）、伊村賢一郎、東竜子、浅田治（地頭）                                                                             |                         |
| 4  | 8月2日        | 美しき亡霊         | 小林久三          | 北村秀敏   | 市川和子（白崎梨絵）、亀石征一郎、嘉手納清美（青城和美）、北原義郎、明石潮、浜村純、北島マヤ                                                       |                         |
| 5  | 8月9日        | 椿屋敷の怪         | 石川義寛          | 石川義寛   | 沢本忠雄（哲夫）、高須賀夫至子（路子）、伊吹友木子、小林重四郎、西内隆司（隆一）、近藤正臣、水木達夫                                               | 現代劇、時代劇の2部構成 |
| 6  | 8月16日       | 愛しき妻の宴       | 岡田達門 上條逸雄 | 北村秀敏   | 木村功（吉行公一）、福田公子、市川夏江、柚木れい子                                                                                                 |                         |
| 7  | 8月23日       | 四谷怪談（前編）   | 加藤泰 井手潤一郎 | 吉村公三郎 | 田村高廣（田宮伊右衛門）、田中三津子（お岩）、長門裕之（直助）、武原英子（お袖）、有馬宏治（四谷左門）、江幡高志、小林勝彦（佐藤与茂七）、桜井浩子 | 作：鶴屋南北            |
| 8  | 8月30日       | 四谷怪談（後編）   | 加藤泰 井手潤一郎 | 吉村公三郎 | 田村高廣（田宮伊右衛門）、田中三津子（お岩）、長門裕之（直助）、武原英子（お袖）、有馬宏治（四谷左門）、江幡高志、小林勝彦（佐藤与茂七）、桜井浩子 | 作：鶴屋南北            |
| 9  | 9月13日       | 湖畔の妖女         | 下飯坂菊馬        | 天野利彦   | 竜崎勝（上条守）、磯村みどり（上条みゆき）、穂積隆信、中原早苗、小磯マリ、石橋蓮司、太宰久雄、柴崎和夫（赤城）                                     |                         |
| 10 | 9月20日       | 牡丹灯籠（前編）   | 大野靖子          | 鈴木則文   | 高田美和（お露）、久富惟晴（萩原新三郎）、大辻伺郎（伴蔵）、柳川慶子（お米）、国景子、峰祐介、楠義孝、安城由紀子（お国）、岩田直二、村居京之輔     | 作：三遊亭圓朝          |
| 11 | 9月27日       | 牡丹灯籠（後編）   | 大野靖子          | 鈴木則文   | 高田美和（お露）、久富惟晴（萩原新三郎）、大辻伺郎（伴蔵）、柳川慶子（お米）、国景子、峰祐介、楠義孝、安城由紀子（お国）、岩田直二、村居京之輔     | 作：三遊亭圓朝          |
| 12 | 10月4日       | 八つ墓村           | 野上龍雄          | 渡辺成男   | 田村正和（寺田辰弥）、金内吉男（金田一耕助）、原知佐子（田治見美也子）、夏川かほる、相馬剛三、清見晃一                                             | 原作：横溝正史          |
| 13 | 10月11日      | 水の中の顔         | 宮川一郎          | 工藤栄一   | 島田正吾、亀井光代（お小夜）、東大二郎（越前屋仁兵衛）、伊吹友木子（お房）、高瀬敏光（喜助）、細川智                                               |                         |
| 14 | 10月18日      | 白鷺               | 西沢裕子          | 島津昇一   | 北林早苗（篠）、山本耕一（稲木順一）、鷲尾真知子（稲木綾）、高津住男、青野平義、東恵美子、浜田寅彦、音羽久米子                                     | 原作：泉鏡花            |
| 15 | 10月25日      | 怪談乳房榎（前編） | 浅井昭三郎        | 田坂勝彦   | 仲谷昇（磯貝浪江）、藤田佳子（おきせ）、岡高史（菱川重信）、金井大、松岡与志雄、堀正夫、上岡紀美子、上田恵子                                       | 作：三遊亭圓朝          |
| 16 | 11月1日       | 怪談乳房榎（後編） | 浅井昭三郎        | 田坂勝彦   | 仲谷昇（磯貝浪江）、藤田佳子（おきせ）、岡高史（菱川重信）、金井大、松岡与志雄、堀正夫、上岡紀美子、上田恵子                                       | 作：三遊亭圓朝          |
| 17 | 11月8日       | 白髪鬼             | 佐々木守          | 石川義寛   | 西沢利明（大牟田敏清）、稲垣美穂子（大牟田瑠璃子）、丹羽又三郎（川村）、北島マヤ、増田順司、山岡徹也                                               | 原作：江戸川乱歩        |
| 18 | 11月15日      | 尼と幽鬼           | 松山威            | 石川義寛   | 織本順吉（僧・道雲）、高野通子（尼・春英）、荒木雅子、宮田佳子（妙英）、崎山陽要、浜田寅彦                                                         |                         |
| 19 | 11月22日      | 幽霊が呼んでいる   | 赤坂長義          | 石川義寛   | 伊藤雄之助、北村総一朗、河村憲一郎、久保田民絵、菅原明、信欽三、田川恒夫                                                                           |                         |
| 20 | 11月29日      | 怪談蟻地獄         | 宮川一郎          | 松村昌治   | 弓恵子、露口茂、岡島艶子、瀬畑佳代子、波多野博、神戸瓢介、松島真一、海老江寛                                                                       |                         |
| 21 | 12月6日       | 眼                 | 大原清秀          | 田坂勝彦   | 馬渕晴子（お新）、灰地順（旅籠水島屋主人・清作）、夏目俊二、吉川雅恵（お筆）、都築克子、林三恵、堀川亮、沢淑子                                     |                         |
| 22 | 12月13日      | 呪われた唇         | 大和久守正        | 龍伸之介   | 高橋俊行（一郎）、佐々木愛（川島和子）、葉山良二、万里昌代（千代子）、美川陽一郎（川島昭造）、渡辺一也（川島明）、西沢知子                         |                         |
| 23 | 12月20日      | 首の恋             | 野波静雄          | 内出好吉   | 富山真沙子（美女子）、本郷淳（堀田の三郎）、石浜朗（堀田の小四郎）、原健策、永田光男                                                               |                         |
| 24 | 12月27日      | 妖館の少女         | 押川國秋          | 中村経美   | 吉田輝雄（秋月信一郎）、長内美那子、石崎恵美子（梨花）、内田稔、吉川満子、福田妙子                                                                 |                         |

## 関連作品
- 日本怪談劇場（1970年、東京12チャンネル）※歌舞伎座テレビ室制作
- 怪奇十三夜（1971年、日本テレビ・ユニオン映画制作）
- 怪談（1972年、毎日放送・歌舞伎座テレビ室制作、NETテレビ系列）
- 恐怖劇場アンバランス（1969年制作・1973年放映、フジテレビ・円谷プロダクション制作）
- 日本名作怪談劇場（1979年、東京12チャンネル・歌舞伎座テレビ室制作）

| NETテレビ（現：テレビ朝日） 土曜日 22:30 - 23:26 枠 | NETテレビ（現：テレビ朝日） 土曜日 22:30 - 23:26 枠 | NETテレビ（現：テレビ朝日） 土曜日 22:30 - 23:26 枠 |
| 前番組                                              | 番組名                                              | 次番組                                              |
| --------------------------------------------------- | --------------------------------------------------- | --------------------------------------------------- |
| 田宮二郎ゴールデンショー                            | 怪奇ロマン劇場                                      | 夜のビッグヒット                                    |